# Odeski Okręg Wojskowy (Imperium Rosyjskie)
Odeski Okręg Wojskowy (ros. Одесский военный округ) – od grudnia 1862 jeden z okręgów wojskowych Imperium Rosyjskiego .
Garnizony w twierdzach:
- Twierdza Kerczeńska;
- Twierdza Oczakowska;
- Twierdza Sewastopolska[1] .